# Solanum neorickii
Solanum neorickii är en potatisväxtart som beskrevs av D.M.Spooner, G.J.Anderson och Robert K. Jansen. Solanum neorickii ingår i släktet skattor som ingår i familjen potatisväxter. Inga underarter finns listade i Catalogue of Life.